# Dronte samotářský
Dronte samotářský (Pezophaps solitaria, syn. Didus solitarius a Pezophaps solitarius) nebo dodo samotář je vyhynulým ptákem z podčeledi drontovití (Raphinae) a monotypického rodu Pezophaps.
Dronte samotářský obýval suché lesy a křovinaté porosty na ostrově Rodrigues (Mauricius) v Indickém oceánu (byl to zdejší endemit). Druh popsal Johann Friedrich Gmelin jako Didus solitarius, toto starší pojmenování je v současnosti hodnoceno jako vědecké synonymum. Dronte samotářský byl nejbližší příbuzný dronta mauricijského (blbouna nejapného). Podle analýzy DNA se od sebe linie obou druhů rozdělily před 25,6 miliony lety. Oba druhy se vyvíjely pravděpodobně nezávisle na sobě.
Dronte samotářský byl vysoký podobně jako dronte mauricijský, měřil asi 1 m (samec cca 90 cm, samice cca 70 cm), ale vzhledem se od dronta mauricijského odlišoval méně vyvinutým zobákem a celkově více vypadal jako holub. Přesná podoba tohoto ptáka není jistá. Ptáka podrobně popsali Julien Tafforet nebo François Leguat, jedni z prvních osadníků na ostrově. Podle těchto zpráv pták vážil 40–50 liber, měl převážně světlešedé zbarvení a krátký ostrý zobák. Velmi rychle běhal, ale byl nelétavý. Pomocí třeskání křídly vytvářeli ptáci velmi hlasité zvuky, kterými si pravděpodobně vymezovali území. Křídla také sloužila jako zbraň. Během rozmnožování si dronte samotářský stavěl hnízdo z palmových listů, do kterého samice snesla jen jedno vejce. Živil se rostlinnou stravou, například plody palem nebo pandánů a v žaludku byly objeveny gastrolity.
Mezinárodní svaz ochrany přírody (IUCN) hodnotí druh jako vyhynulý. Na rozdíl od dronta mauricijského měl dronte samotářský chutné maso (chutnalo i Tafforetovi) a hlavně kvůli lovu nakonec na ostrově zanikl. Přežil ale celkem dlouho, roku 1733 se ještě vyskytoval hojně, vyhynul později, asi po roce 1750. Zachovala se celá řada kosterních pozůstatků včetně celých koster.

## Galerie

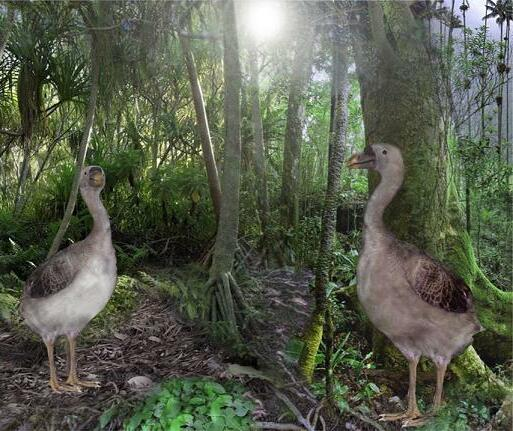
Rekonstrukce
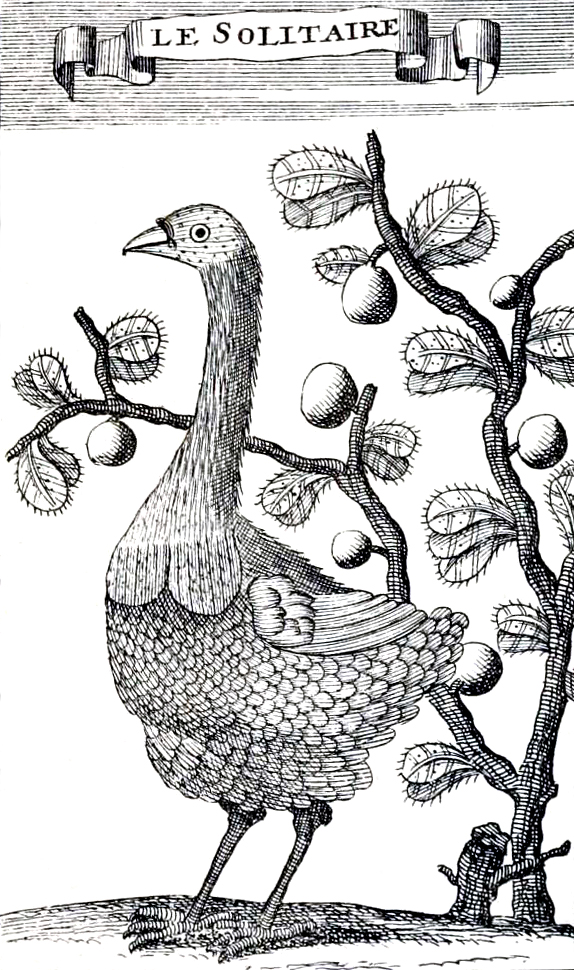
dronte samotářský na kresbe F. Leguata
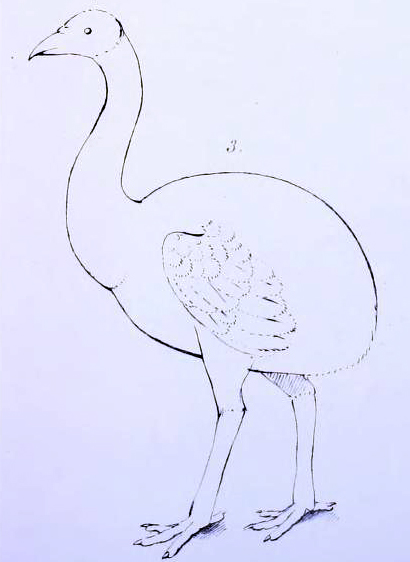
Kresba, 1854